# 브론테가

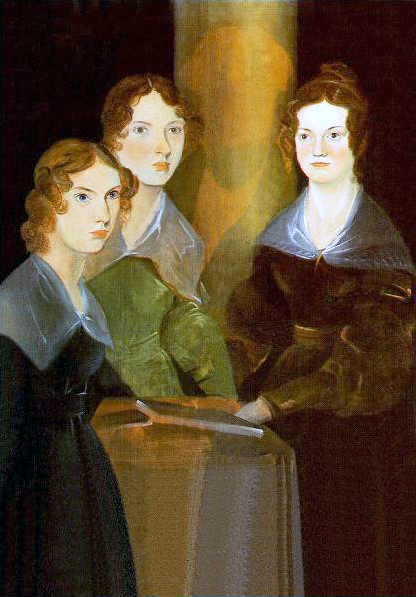
1835년경에 브론테 자매의 남동생인 브란웰 브론테가 그린 자매의 초상화. 오른쪽부터 차례대로 앤, 에밀리, 샬럿. 원래 에밀리와 샬럿 사이에는 브란웰이 그려져 있었지만 자신이 직접 지웠다.

브론테가(영어: Brontë family)는 19세기의 문학 가문이다.

## 브론테 자매
브론테 자매(영어: Brontë sisters)는 1840년대에서 1850년대까지 작가로 활동한 잉글랜드 요크셔 출신의 세 자매, 샬럿, 에밀리, 앤 브론테를 말한다. 그들의 소설은 발표 당시부터 커다란 반향을 일으켰으며 지금도 영문학의 고전으로 여겨지고 있다. 하지만 세 자매 모두 요절했다는 특징도 있다.
세 자매의 간략한 약력과 대표작은 다음과 같다.

### 샬럿 브론테
- 샬럿 브론테(1816년 4월 21일 ~ 1855년 3월 31일)는 세 자매 중 장녀로 독학으로 공부한 후 기숙학교에서 3년간 교사생활을 하며 가난 속에서 동생들과 함께 문학에 전념하였다. 필명으로는 커러 벨(Currer Bell)을 사용하였으며, 대표작으로는 《제인 에어》(1847년), 《셜리》(1849년) 《빌레트》(1853년) 등이 있다.

### 에밀리 브론테
- 에밀리 브론테(1818년 7월 30일 ~ 1848년 12월 19일)는 언니의 소설 《제인 에어》가 큰 반향을 일으키자 엘리스 벨(Ellis Bell)이란 필명으로 비극적인 사랑을 그린 《폭풍의 언덕》(1847년)을 썼다. 에밀리는 시인으로도 인정받고 있는데 《폭풍의 언덕》은 그의 유일한 소설 작품이다. 그러나 그녀의 작품은 평단으로부터 비윤리적이란 비판을 받았으며 그녀 역시 30세의 젊은 나이로 요절하고 만다.

### 앤 브론테
- 앤 브론테(1820년 1월 17일 ~ 1849년 5월 28일)은 액턴 벨(Acton Bell)이란 필명으로 언니들과 함께 작업한 《커러, 엘리스, 엑턴의 시집》(1846년)을 출간하였으며 대표작으로는 《애그니스 그레이》(1847년), 《와일드펠 홀의 소작인》(1848년)이 있다.

### 생애와 작품
이들 세 자매의 아버지 패트릭 브론테 신부(Rev. Patrick Brontë)는 아일랜드 출신으로 요크셔의 작은 도시인 하워스에서 성공회 사제로 목회하였다. 샬럿은 어릴 적에 어머니를 잃었으며 위로 두 언니가 있었으나 일찍 사망하였고, 남동생 브란웰도 아편중독과 패결핵으로 젊은 나이에 사망하였다. 세 자매 역시 결핵에 걸려 한창인 나이에 사망하였다. 패트릭은 자녀들을 기숙학교에 보냈고 당시 기숙학교의 숨막힐 듯한 규율 때문에 자녀들은 학교를 극도로 싫어하였다. 당시 기숙학교의 생활상은 후일 살럿 브론테의 《제인 에어》에 생생하게 묘사된다. 샬럿 브론테는 1854년 아버지의 대리 신부인 벨 니콜스를 만나 결혼하지만 임신 뒤 결혼 9개월 만에 폐렴에 걸려 사망한다.
세 자매의 생가인 하워스의 사제관은 오늘날에도 잘 보존되어 있다. 하워스는 오늘날에도 바람이 많이 부는 시골로 오늘날에는 풍력발전소가 많이 세워져 있다.

## 같이 보기
- 영국 문학